# Pofi
Pofi és un comune (municipi) de la província de Frosinone, a la regió italiana del Laci, situat a uns 80 km al sud-est de Roma i a uns 9 km al sud-est de Frosinone. Es troba en un volcà extingit, a prop de la vall del riu Sacco.
Pofi limita amb els municipis d'Arnara, Castro dei Volsci, Ceccano, Ceprano i Ripi.
Entre els llocs d'interès hi ha l'església romànica de Sant'Antonino Martire (segle xi).
A 1 de gener de 2019 tenia 4.103 habitants.